# VV Glanerbrug
Die Voetbal Vereniging Glanerbrug war ein niederländischer Amateur-Fußballverein aus Glanerbrug, einem Ortsteil der Gemeinde Enschede an der Grenze zum deutschen Gronau. Der Verein wurde 1922 gegründet als SAC (Sportclub Arminia Combinatie), als die Vereine Sportclub und Arminia fusionierten, benannte sich jedoch bald in VV Glanerbrug um.
Von 2008 bis 2011 stieg die erste Mannschaft viermal in Folge als Meister auf – bis in die Eerste Klasse, die zu dem Zeitpunkt dritthöchste Amateurliga und damit fünfthöchste Spielklasse im niederländischen Fußball. In der Saison 2007/08 erreichte Glanerbrug zudem das Finale des Distriktspokals Ost, in dem das Team Achilles ’29 aus Groesbeek unterlag. Dennoch war Glanerbrug damit für den KNVB-Pokal qualifiziert, als erster Fünftligist in der Geschichte des Wettbewerbs. Die Mannschaft unterlag jedoch in der ersten Hauptrunde der VV IJsselmeervogels.
Im März 2014 wurde die VV Glanerbrug für insolvent erklärt und anschließend aufgelöst.